# イワン王子

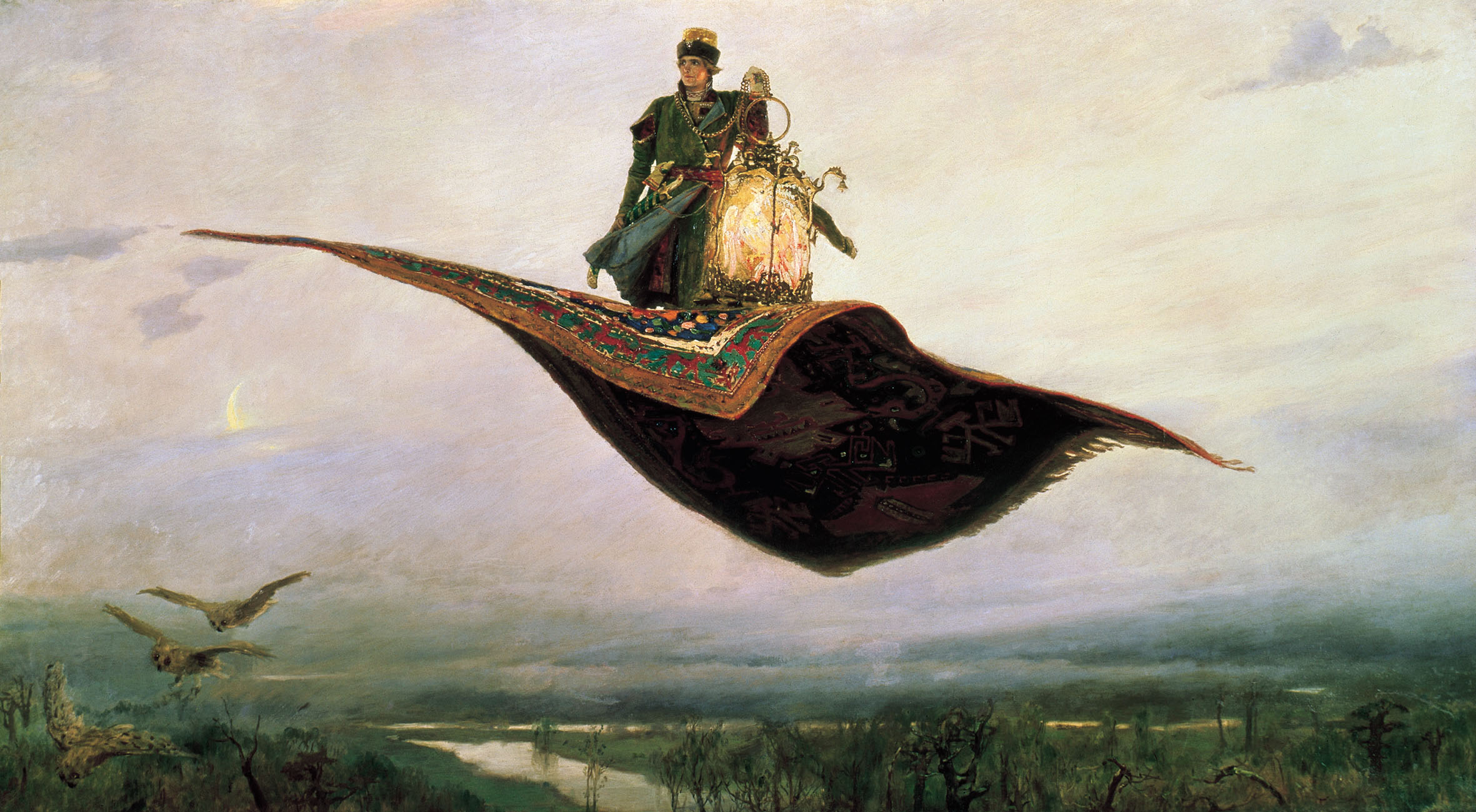
イワン王子と火の鳥を乗せた魔法の絨毯（ヴィクトル・ヴァスネツォフ画）

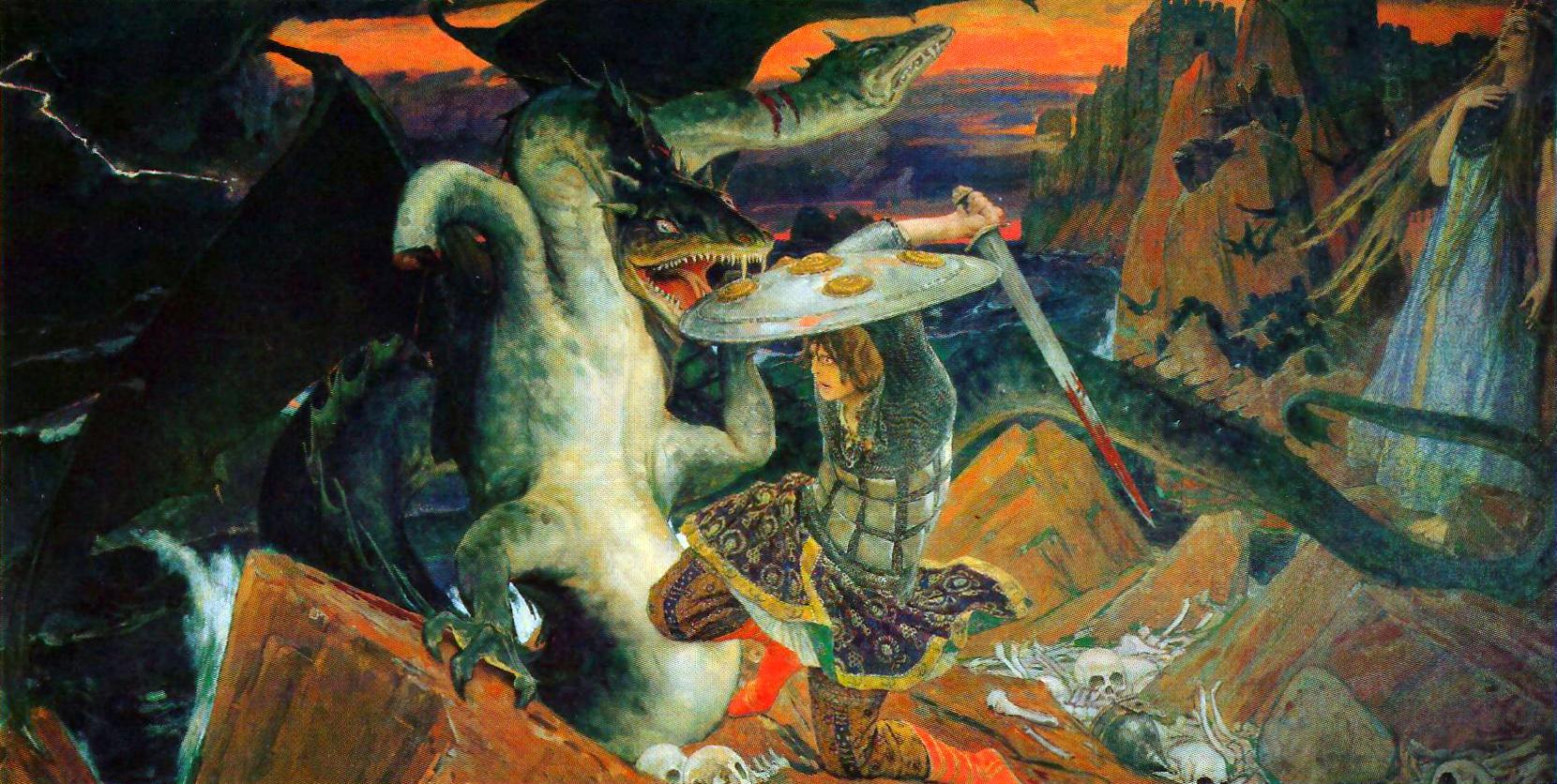
放浪のさなかに竜退治を余儀なくされるイヴァン・ツァレヴィチ（同）

イワン王子 または イヴァン・ツァレヴィチ （露: Иван Царевич, Иван-царевич） は、ロシア民話に登場する英雄である。前向きな役柄を与えられ、しばしば悪の権化のカスチェイと対決する。時に魔力の持ち主として魔剣クォデネンツ（またはサモショーク）を操るとも描かれる。彼はロシア民話最大の英雄の一人である。
多くの場合で3人の皇子のうちの末弟とされている。御伽噺の『銅の国、銀の国、金の国』では、母親は「金髪のナスターシャ」であるとされている。別の伝承ではイワン皇子は複数の女性と結婚しているといい、美貌のエレナ姫（『イワン王子と火の鳥と灰色狼』）、賢いワシリーサ姫（『蛙の王女』）、マーリャ・モレーヴナ（『不死身のカスチェイの最期』）といった女性たちがそれに当たる。（但しマーリャは、王子の姉妹と設定されていることもある。）
上記のほかにイワン王子が登場する有名な説話に 『竜王と賢女ワシリーサ』『若返りのリンゴと命の樹の話』 があり、舞台作品ではイーゴリ・ストラヴィンスキーの三大バレエの一つ 『火の鳥』 が挙げられる。